# (3253) Gradie
(3253) Gradie est un astéroïde de la ceinture principale.

## Description
(3253) Gradie est un astéroïde de la ceinture principale. Il fut découvert le 28 avril 1982 à la station Anderson Mesa par Edward L. G. Bowell. Il présente une orbite caractérisée par un demi-grand axe de 2,25 UA, une excentricité de 0,20 et une inclinaison de 7,4° par rapport à l'écliptique.

## Compléments